# セキュア・テクノロジー・パートナーズ
セキュア・テクノロジー・パートナーズ株式会社（英: Secure Technology Partners Inc.）は、東京都武蔵野市に本社を置き、ニュース配信・調査の実施・求人情報サイトの運営などを行っている日本の企業である。

## 事業
大きく分けて、三つの事業を行っている。一つ目はメディア事業である。二つ目はマーケットリサーチ事業である。三つ目はインターネットにおける広告事業である。

### メディア事業
ニュースサイト「SecuretpNews」を運営。2万人以上の会員（SecureTPリサーチモニター（ネット版））を保有し、その強みを生かし独自のインターネット調査を実施、調査結果の配信、及び調査結果をニュース化して配信している。2010年よりGoogleニュースなど大手ニュースサイトへも情報提供を行っている。また、2014年より【働く】を主テーマにしたニュースサイト「WorkingNews」の運営も開始。

### マーケットリサーチ事業
インターネット調査と併せ、法人向けに座談会調査、面会調査などを行っている。

### インターネット広告事業
求人情報を扱う「ajob」を運営している。